# Dipartimento di Kobenni
Il dipartimento di Kobenni è un dipartimento (moughataa) della regione di Hodh-Gharbi in Mauritania con capoluogo Kobenni.
Il dipartimento comprende 7 comuni:
- Kobenni;
- Hassi Ehl Ahmed Bechne;
- Timzine;
- Ghlig Ehl Beye;
- Gougui Ehl Zemal;
- Mobidougou;
- Voulaniya.